# Benjamín Cid
Benjamín Cid Quiroz (Nueva Imperial, 10 de mayo de 1906-Santiago, 30 de julio de 1990) fue un abogado, académico y político chileno, miembro del Partido Radical (PR). Se desempeñó como ministro de Estado —en la cartera de Salud Pública— durante el gobierno del presidente Jorge Alessandri entre 1961 y 1963.

## Familia y estudios
Nació en la comuna chilena de Nueva Imperial el 10 de mayo de 1906, hijo de Juan Cid y Betsabé Quiroz. Realizó sus estudios primarios y secundarios en el Liceo Miguel Luis Amunátegui de Santiago. Continuó los superiores en la Facultad de Derecho de la Universidad de Chile, egresando en 1931 y jurando como abogado, más tarde, en 1951, con la tesis Orígenes de algunas instituciones romanas.
Se casó en dos oportunidades, primero con Luciana Hafemann Reinoso, con quien tuvo tres hijos; y en segundas nupcias en Santiago el 22 de noviembre de 1988 con Roxanne Ida Latapiat Charlín, con quien tuvo un hijo.

## Carrera profesional
En el ámbito profesional, desarrolló una amplia labor académica, tanto en la carrera de derecho (derecho romano e introducción al derecho), como en la de ingeniería, siempre en la casa de estudios en que se formó.
Llegó a ser director del diario La Hora y gerente de la Sociedad Constructora de Establecimientos Educacionales S. A.

## Carrera política
En el ámbito político, integró las filas del Partido Radical (PR). El 26 de agosto de 1961, fue nombrado por el presidente Jorge Alessandri como titular del Ministerio de Salud Pública, cargo en el que permaneció hasta el 26 de septiembre de 1963.
Entre otras actividades, fue autor de varios textos relacionados con su profesión. Falleció en Santiago el 30 de julio de 1990, a los 84 años.

## Obra escrita
- Origenes de algunas instituciones romanas, 1931.[2]
- Curso de derecho romano: (de las cosas y de los derechos reales), 1934.[2]
- Introducción al estudio del derecho romano, 1941.[2]
- Derecho romano, 1953.[2]
- Introducción al derecho romano, 1962.[2]